# De boze broeders
De boze broeders is een  stripverhaal uit de reeks van Jerom, uitgegeven door de Standaard Uitgeverij in 1986.

## Locaties
- Restaurant De Vette Stier, huis van Dolly, Astroid, planeet van de boze broers

## Personages
- Jerom, Dolly, Astrotol, obers, mensen in restaurant, Frits en andere agent, Kirsten, tovenaar Whizhard, Pustaj, bode, vliegende Martha, Bjorn, Sven, Bruno.

## Het verhaal
Jerom komt terug van een vakantie in de Ardennen en eet in het restaurant De Vette Stier. Buiten vindt hij een sprookjesboek uit Tsjecho-Slowakije, dat hij aan Dolly geeft. Ze leest het boek en wil het later aan de kinderen voorlezen, maar de volgende dag blijkt het boek verdwenen te zijn. 
Met de tijmtrotter gaan Jerom en Dolly naar Astroid. Astrotol kent het verhaal van Kirsten. Ze is de dochter van Pustaj en werd ontvoerd door een tovenaar. Een bode van Pustaj vertrekt om haar te zoeken, maar dan blijken de bladzijdes uit het boek te ontbreken. Dolly en Jerom gaan naar de planeet van de boze broeders en vinden een bewusteloze bode. Hij brengt Jerom en Dolly naar de koning, maar dit wordt gezien door vliegende Martha. Ze waarschuwt de boze broeders. Bruno is ook een broer en hij gaat op zoek naar de prinses. Al snel ontmoet hij Dolly en Jerom en ze vertellen dat ze ook op zoek zijn naar de prinses.
Martha waarschuwt Whizhard. Ze vertelt dat Bjorn en Sven trouwe dienaren zijn, maar Bruno is verliefd op de prinses en wil haar helpen. Bjorn en Sven ontmoeten Jerom en Dolly en ontsnappen. Jerom, Dolly en Bruno volgen hen, maar worden door een explosie verrast en raken buiten westen. Als ze wakker worden, blijken ze te zijn opgesloten in het onzichtbare kasteel. Jerom kan uit het kasteel ontsnappen, maar het lukt niet meer om binnen te komen. Hij gaat met de tijmtrotter naar Astrotol en neemt hem mee. Op de terugweg zien ze Cupido, Jerom kent hem nog uit een eerder avontuur. Het lukt Jerom en Astrotol om de boze broers gevangen te nemen, maar vliegende Martha kan hen verlossen. Astrotol blijkt sterker en verandert de broers met een knol in kikkers. Hij kan het kasteel ook weer zichtbaar maken met toverpoeder. Martha waarschuwt Whizard en de tovenaar vermomt zich met een toverdrank als Bruno. 
De vrienden hebben toch door wie de echte Bruno is, waarna Astrotol de tovenaar ook in een kikker verandert. Enkele dagen later wordt bruiloft gevierd, Bruno trouwt met de prinses. Astrotol gaat met Dolly en Jerom mee naar de aarde en besluit dat hij daar blijft wonen.